# Jüdischer Friedhof (Lambsheim)

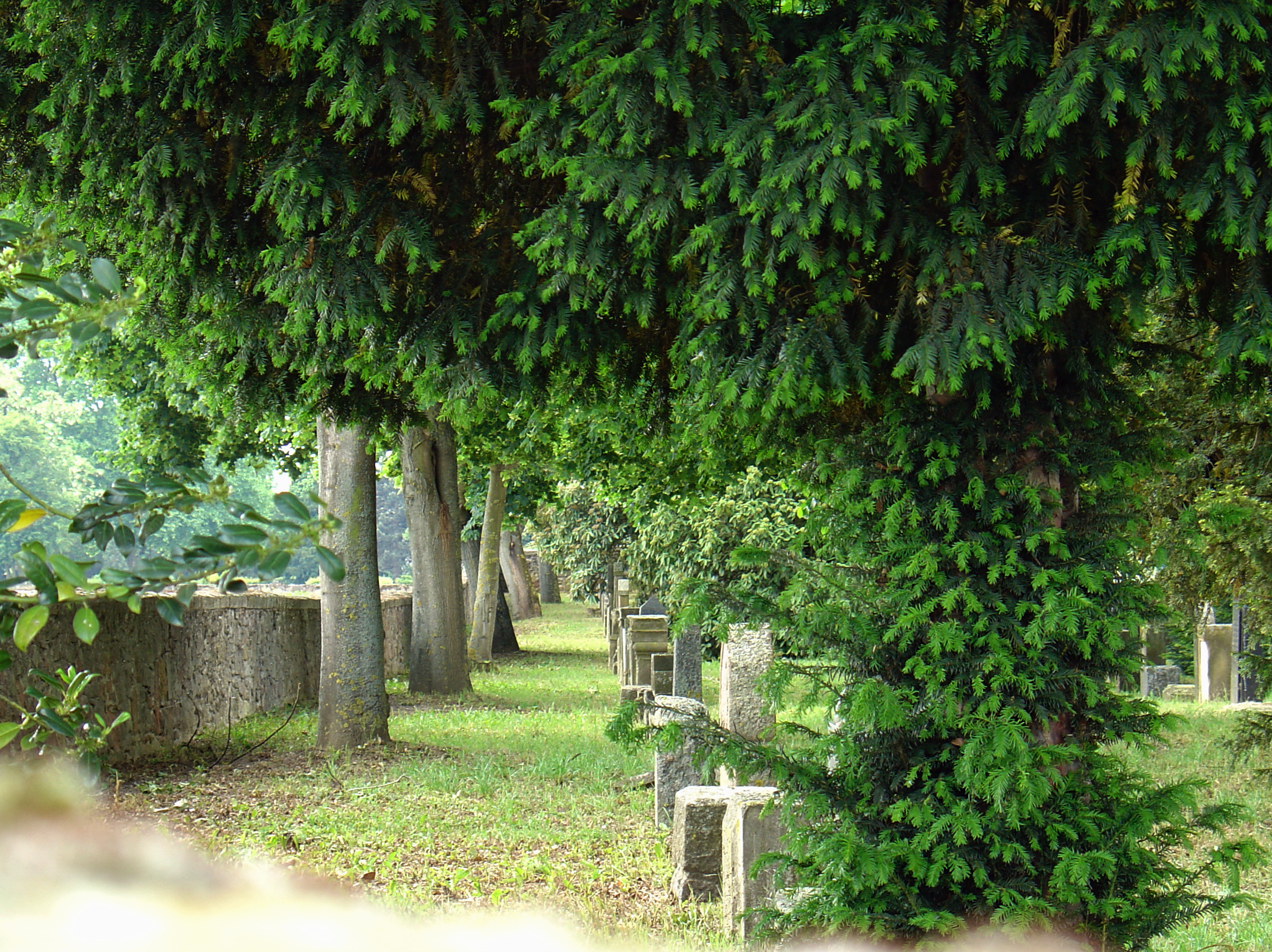
Jüdischer Friedhof in Lambsheim

Der Jüdische Friedhof in Lambsheim, einer Ortsgemeinde im Rhein-Pfalz-Kreis in Rheinland-Pfalz, wurde 1822 angelegt. Der 14,80 Ar große jüdische Friedhof befindet sich etwa 200 Meter nördlich des kommunalen Friedhofes in der Friedhofstraße.
Der jüdische Friedhof wurde 1856 erweitert. Er wurde auch von den in Weisenheim am Sand lebenden jüdischen Familien belegt. Die letzte Beisetzung fand 1937 statt. Heute sind noch 147 Grabsteine erhalten.